# Edu Bala
Edu Bala, właśc. Carlos Eduardo da Silva (ur. 25 października 1948 w São Paulo) – brazylijski piłkarz grający na pozycji prawego pomocnika.

## Kariera klubowa
Edu Bala swoją piłkarską karierę rozpoczął w klubie Portuguesie São Paulo w 1963. W latach 1969–1978 był zawodnikiem lokalnego rywala SE Palmeiras. Z Palmeiras dwukrotnie zdobył mistrzostwo Brazylii w 1972 i 1973 oraz trzykrotnie mistrzostwo stanu São Paulo – Campeonato Paulista w 1972, 1974 i 1976. W barwach Verdão Edu Bala zadebiutował 8 sierpnia 1971 w wygranym 1-0 derbowym meczu z Portuguesą zadebiutował w lidze brazylijskiej. Ogółem w barwach Verdão Edu Bala rozegrał 481 meczów, w których strzelił 76 bramek.
Ostatnim klubem w karierze było São Paulo FC, w której zakończył karierę w 1980. W barwach São Paulo 18 maja 1980 w wygranym 3-2 meczu z Fluminense FC Edu Bala po raz ostatni wystąpił w lidze. Ogółem w latach 1971–1980 rozegrał w lidze 176 spotkań, w których strzelił 19 bramek. Ogółem w barwach São Paulo rozegrał 145 meczów, w których strzelił 15 bramek.

## Kariera reprezentacyjna
Edu Bala w reprezentacji Brazylii zadebiutował 21 lutego 1976 w wygranym 1-0 towarzyskim meczu z Dystryktem Federalnym. Ostatni raz w reprezentacji Edu Bala wystąpił 6 października 1976 w przegranym 0-2 towarzyskim meczu z CR Flamengo.
| Mecze i gole w reprezentacji | Mecze i gole w reprezentacji | Mecze i gole w reprezentacji | Mecze i gole w reprezentacji | Mecze i gole w reprezentacji | Mecze i gole w reprezentacji | Mecze i gole w reprezentacji |
| #                            | Data                         | Miasto                       | Przeciwnik                   | Gol                          | Wynik                        | Rozgrywki                    |
| ---------------------------- | ---------------------------- | ---------------------------- | ---------------------------- | ---------------------------- | ---------------------------- | ---------------------------- |
| N1.                          | 22.02.1976                   | Brasília                     | Dystrykt Federalny           |                              | 1:0                          | towarzyski                   |
| 1.                           | 25.02.1976                   | Montevideo                   | Urugwaj                      |                              | 2:1                          | Copa Rio Branco 1976         |
| 2.                           | 27.02.1976                   | Buenos Aires                 | Argentyna                    |                              | 2:1                          | Copa Julio Roca 1976         |
| 3.                           | 04.06.1976                   | Guadalajara                  | Meksyk                       |                              | 3:0                          | towarzyski                   |
| 4.                           | 09.06.1976                   | Rio de Janeiro               | Paragwaj                     |                              | 3:1                          | Copa Oswaldo Cruz 1976       |
| N2.                          | 06.10.1976                   | Rio de Janeiro               | CR Flamengo                  |                              | 0:2                          | towarzyski                   |